# Vũ Hộ
Vũ Hộ (1478-1531), hay Mạc Bang Hộ, là công thần khai quốc nhà Mạc trong lịch sử Việt Nam.

## Tiểu sử
Vũ Hộ có tên tự là Trung Phụ, người xã Cung Hiệp, huyện Nghi Dương, nay là huyện Kiến Thụy, thành phố Hải Phòng, Việt Nam. Từ thời trẻ ông là người có sức khỏe và giỏi võ nghệ.
Năm 1507 đời Lê Uy Mục, ông được làm túc vệ, sau đó thăng lên hiệu úy.

### Trấn thủ Sơn Tây
Nhà Lê suy yếu vì khởi nghĩa nông dân và tranh chấp nội bộ. Năm 1516, Vũ Xuyên bá Mạc Đăng Dung trấn thủ ở Sơn Nam, Vũ Hộ mang quân đi theo, được Đăng Dung dùng làm thuộc tướng. Ông có con trai là Vũ Huấn lấy em gái Mạc Đăng Dung, do đó giữa hai nhà có tình thân.
Nhờ dũng cảm nhiều lần lập công, Vũ Hộ được thăng làm đô đốc đồng tri, chỉ huy sứ vệ thiên võ. Ít lâu sau ông chuyển về làm đô đốc thự vệ sự, được ban hiệu Đồng Đức công thần.
Thời Lê Chiêu Tông, Mạc Đăng Dung nhờ công dẹp khởi nghĩa Trần Cảo và hoàng thân Lê Do, được nắm quyền lớn trong triều. Năm 1520, có Vũ Nghiêm Uy nổi dậy ở Đại Đồng, Vũ Hộ được lệnh Lê Chiêu Tông đi đánh. Vũ Hộ đánh dẹp khiến Nghiêm Uy phải bỏ trốn vào núi.
Chiêu Tông thấy vùng Sơn Tây có nhiều biến loạn nên sai Vũ Hộ ra trấn thủ, phong chức Quỳnh Khê bá. Sang năm 1521, ông được phong làm Quỳnh Khê hầu.

### Phù trợ Mạc Đăng Dung
Tháng 7 năm 1522, Lê Chiêu Tông không chịu sự quản thúc của Mạc Đăng Dung nên trốn ra Mộng Sơn kêu gọi cần vương. Các tướng như Hà Phi Chuẩn, Đàm Thận Huy, Lê Đình Tú đều theo mật chiếu đến giúp, khiến cho Mạc Đăng Dung bị yếu thế. Tuy nhiên, Vũ Hộ vì có tình thông gia với nhà họ Mạc nên ngả theo Đăng Dung. Ông mang toàn bộ 3000 binh sĩ dưới quyền đến tập hợp với họ Mạc.
Mạc Đăng Dung lập em Chiêu Tông là hoàng đệ Xuân lên ngôi, tức là Lê Cung Hoàng. Vũ Hộ đi chiêu mộ thêm binh sĩ, mang quân đón đánh quân cần vương của Chiêu Tông ở bến sông Nhị Hà (sông Hồng). Quân cần vương ra chống cự bị Vũ Hộ đánh bại.
Tháng 10 năm 1522, Trịnh Tuy ép xa giá vua Chiêu Tông vào Thanh Hóa. Vũ Hộ theo Mạc Đăng Dung đánh dẹp lực lượng cần vương còn lại ở Bắc bộ. Sau đó Đăng Dung đánh bại Trịnh Tuy, bắt được Lê Chiêu Tông mang về giam lỏng ở kinh thành.
Năm 1525, Vũ Hộ được thăng chức tả đô đốc Tây quân, sau đó đổi làm thượng thư Bộ Binh chưởng bộ sự, gia phong là Đồng Đức tán trị công thần thiếu bảo, tước Từ quận công.

### Công thần nhà Mạc
Sau khi dẹp hết các lực lượng chống đối và giết Lê Chiêu Tông (1526), năm 1527, Mạc Đăng Dung phế Cung Hoàng tự lập làm vua, tức là Mạc Thái Tổ.
Vũ Hộ vì có công đầu đi theo vua Mạc trong lúc khó khăn nên được đổi sang họ Mạc và tên là Bang Hộ, thăng lên chức Thái bảo, Tĩnh quốc công; những phẩm hàm trước vẫn như cũ. Con trai ông là Vũ Huấn (chồng công chúa Tú Hoa) cũng được đổi tên thành Mạc Bang Huấn.
Đầu năm 1528, ông lại được gia phong làm Thiếu bảo phụng triều thỉnh.
Năm 1531, do Trịnh Duy Liêu sang tâu vua nhà Minh việc nhà Mạc cướp ngôi nhà Lê, nhà Minh đe dọa sang đánh Đại Việt. Phía nam, các lực lượng ủng hộ nhà Lê bắt đầu nổi dậy. Nhà Mạc phải đối phó với nguy cơ từ hai phía. Mạc Bang Hộ được cử làm Tả đô đốc Tây quân Chưởng phủ sự lo việc phòng giữ đất nước mặt bắc. Ngoài ra, ông vẫn kiêm các chức vụ cũ, bao gồm cả tới triều đình bàn bạc chính sự và xét xử các vụ án.
Tháng 9 năm 1531, Mạc Bang Hộ bị bệnh và mất, thọ 54 tuổi. Lúc đó Mạc Thái Tông đang đi đánh lực lượng phù Lê ở Thanh Hóa, hoàng thái tử Mạc Phúc Hải làm giám quốc, thấy ông có nhiều công lao, ban cho 500 quan tiền tuất.
Tháng 11 năm 1531, thái thượng hoàng Mạc Đăng Dung tặng cho ông tên thụy là Đảng Lượng.

## Nhận định
Sử gia nhà Lê là Lê Quý Đôn đánh giá cao vai trò của Vũ Hộ trong việc giúp Mạc Đăng Dung giành ngôi nhà Lê. Trong sách Đại Việt thông sử, Lê Quý Đôn viết:
Trong khoảng những năm Quang Thiệu, Thống Nguyên(1516-1527), Vũ Hộ trấn giữ một trấn quan trọng, nắm giữ quân đội mạnh, chống lại chiếu mệnh của thiên tử, cùng với Mạc Đăng Dung liên quân chống đối triều đình. Cho nên việc giặc Mạc cướp ngôi thực là do Vũ Hộ gây ra.